# Acanthodelta undulata
Acanthodelta undulata är en fjärilsart som beskrevs av Embrik Strand 1914. Acanthodelta undulata ingår i släktet Acanthodelta och familjen nattflyn. Inga underarter finns listade i Catalogue of Life.